# Folsomides tonellus
Folsomides tonellus är en urinsektsart som beskrevs av Fjellberg 1993. Folsomides tonellus ingår i släktet Folsomides och familjen Isotomidae. Inga underarter finns listade i Catalogue of Life.